# 네둠 체랄라탄
네둠 체랄라탄은 초기 남인도(1세기 - 4세기)의 체라 통치자로, 촐라의 통치자 페루나르킬리와 동시대의 인물이다. 그는 초기 타밀 문학에 나오는 두 번째로 알려진 체라 통치자이며, (시인 칸나나르가 작곡한) 파티트루팟투투의 두 번째 텐에서 찬사를 받고 있다. 그는 자이나교와 불교를 후원했다.
네둠 체랄라탄은 그의 아버지(우티얀 체랄라탄)의 뒤를 이어 58년 동안 영토를 통치했다. 그는 카담바 왕조와 같은 이웃들에게 여러 번 승리를 거둔 성공적인 통치자였다. 그는 "7명의 왕위에 오른 왕들"을 이기고 "아디라자"의 지위를 얻었다고 여겨진다. 그는 말라바르 해안에서 적을 무찌르고 몇몇의 야바나 상인들을 사로잡았고, 후에 몸값을 받고 그들을 풀어주었다. 네둠 체랄라탄은 촐라 통치자와 전투를 벌였으며 두 통치자 모두 목숨을 잃었다.

### 참고 문헌
- Singh, Upinder (2008), 《A History of Ancient and Early Medieval India: from the Stone Age to the 12th century》, New Delhi: Pearson Longman, ISBN 978-81-317-1120-0